# Pholcus roquensis
Pholcus roquensis är en spindelart som beskrevs av Jörg Wunderlich 1992. Pholcus roquensis ingår i släktet Pholcus och familjen dallerspindlar.
Artens utbredningsområde är Kanarieöarna. Inga underarter finns listade i Catalogue of Life.